# Suède aux Jeux olympiques d'hiver de 1992
La Suède participe aux Jeux olympiques d'hiver de 1992 à Albertville en France du 8 au 23 février 1992. Il s'agit de sa seizième participation à des Jeux d'hiver.
La délégation suédoise est composée de 73 athlètes : 56 hommes et 17 femmes.

## Liste des médaillés
| Sport                  | Discipline             | Athlète(s)                                               |
| Médaille d'or : 1      |                        |                                                          |
| Ski alpin              | Géant femmes           | Pernilla Wiberg                                          |
| Médaille de bronze : 3 |                        |                                                          |
| Biathlon               | Individuel hommes      | Mikael Löfgren                                           |
| Biathlon               | Relais hommes          | Ulf Johansson Leif Andersson Tord Wiksten Mikael Löfgren |
| Ski de fond            | 10 km classique hommes | Christer Majbäck                                         |

| Sport       | Médaille d'or, Jeux olympiques | Médaille d'argent, Jeux olympiques | Médaille de bronze, Jeux olympiques | Total |
| ----------- | ------------------------------ | ---------------------------------- | ----------------------------------- | ----- |
| Ski alpin   | 1                              | 0                                  | 0                                   | 1     |
| Biathlon    | 0                              | 0                                  | 2                                   | 2     |
| Ski de fond | 0                              | 0                                  | 1                                   | 1     |
| Total       | 1                              | 0                                  | 3                                   | 4     |